# Dan Niculescu
Dan Niculescu (ur. 22 października 1929 w Bukareszcie, zm. w 1999) – rumuński koszykarz. Reprezentant kraju na igrzyskach olimpijskich w 1952 w Helsinkach. Na igrzyskach olimpijskich zagrał w obu meczach, w meczu z Kanadyjczykami zdobył 5, a w meczu z Włochami zdobył 2 punkty.